# Chromodoris willani
Chromodoris willani is een zeenaaktslak die behoort tot de familie van de Chromodorididae. Deze slak leeft in het westen van de Grote Oceaan, van Indonesië tot de Filipijnen en Vanuatu.
De slak is erg variabel van kleur: blauw, geel, oranje, zwart en wit. Qua verschijning lijken ze erg op de Chromodoris lochi, Chromodoris boucheti en de Chromodoris dianae.